# Musée Boleslas Biegas
Musée Boleslas Biegas je muzeum v Paříži, které je věnováno dílu původem polského malíře a sochaře Boleslase Biegase (1877–1954) žijícího ve Francii. Muzeum se nachází na nábřeží Quai d'Orléans č. 6 a je spravováno Polskou knihovnou v Paříži.

## Historie
Muzeum založil v sídle knihovny kolem roku 1950 přímo Boleslas Biegas.

## Sbírky
Muzeum představuje nejen život a dílo Boleslase Biegase, ale také obrazy a sochy dalších polských umělců 19. a 20. století, kteří žili v emigraci, jako byli např. Olga Boznańska, Tadeusz Makowski, Ladislas Slewinski, Józef Pankiewicz a Jan Styka.